# Тур де Ски 2012/2013
Тур де Ски 2012/2013 — седьмая в истории многодневная лыжная гонка под эгидой Международной федерации лыжного спорта. Стартовала 29 декабря 2012 года в немецком Оберхофе, а финишировала 6 января 2013 года на склоне горы Альпе де Чермис в Италии. 
У женщин сильнейшей четвёртый раз подряд стала Юстина Ковальчик из Польши, а у мужчин аналогичное достижение не смог повторить Дарио Колонья, уступивший на финальной горе россиянину Александру Легкову.

## Этапы

### Мужчины
| Дата            | Место проведения | Дисциплина                   | Победитель         | Второе место        | Третье место     |
| --------------- | ---------------- | ---------------------------- | ------------------ | ------------------- | ---------------- |
| 29 декабря 2012 | Оберхоф          | 4 км Пролог СС               | Петтер Нортуг      | Маркус Хельнер      | Александр Легков |
| 30 декабря 2012 | Оберхоф          | 15 км Гонка преследования КС | Максим Вылегжанин  | Александр Легков    | Петтер Нортуг    |
| 1 января 2013   | Валь-Мюстаир     | 1,4 км Спринт СС             | Финн Хоген Крог    | Федерико Пеллегрино | Лен Вяльяс       |
| 3 января 2013   | Кортина ― Тоблах | 35 км Гонка преследования СС | Петтер Нортуг      | Александр Легков    | Дарио Колонья    |
| 4 января 2013   | Тоблах           | 5 км Индивидуальная гонка КС | Алексей Полторанин | Петтер Нортуг       | Дарио Колонья    |
| 5 января 2013   | Валь-ди-Фьемме   | 20 км Масс старт КС          | Алексей Полторанин | Лен Вяльяс          | Алекс Харви      |
| 6 января 2013   | Валь-ди-Фьемме   | 9 км Финальная гора СС       | Маркус Хельнер     | Иван Бабиков        | Роланд Клара     |

### Женщины
| Дата            | Место проведения  | Дисциплина                           | Победитель       | Второе место           | Третье место       |
| --------------- | ----------------- | ------------------------------------ | ---------------- | ---------------------- | ------------------ |
| 29 декабря 2012 | Оберхоф           | 2,5 км свободным стилем пролог       | Киккан Рэндалл   | Шарлотт Калла          | Юстина Ковальчик   |
| 30 декабря 2012 | Оберхоф           | 10 км классикой преследование        | Юстина Ковальчик | Терезе Йохёуг          | Анне Кюллёнен      |
| 1 января 2013   | Валь-Мюстаир      | Спринт свободным стилем              | Киккан Рэндалл   | Ингвильд Остберг       | Хейди Венг         |
| 3 января 2013   | Кортина-д’Ампеццо | 15 км свободным стилем преследование | Юстина Ковальчик | Шарлотт Калла          | Терезе Йохёуг      |
| 4 января 2013   | Доббьяко          | 3 км классикой                       | Юстина Ковальчик | Криста Ляхтеэнмяки     | Астрид Якобсен     |
| 5 января 2013   | Валь-ди-Фьемме    | 10 км классикой масс-старт           | Юстина Ковальчик | Кристин Стёрмер Стейра | Криста Ляхтеэнмяки |
| 6 января 2013   | Валь-ди-Фьемме    | 9 км свободным стилем Финальная гора | Терезе Йохёуг    | Элизабет Стивен        | Хейди Венг         |

## Результаты

### Мужчины
| Место | Лыжник            | Страна    | Время     |
| ----- | ----------------- | --------- | --------- |
| 1.    | Александр Легков  | Россия    | 3:29:28,6 |
| 2.    | Дарио Колонья     | Швейцария | +18,7     |
| 3.    | Максим Вылегжанин | Россия    | +40,7     |
| 4.    | Петтер Нортуг     | Норвегия  | +1:07,7   |
| 5.    | Маркус Хельнер    | Швеция    | +1:12,4   |

| Место | Лыжник            | Страна    | Очки |
| ----- | ----------------- | --------- | ---- |
| 1.    | Петтер Нортуг     | Норвегия  | 98   |
| 2.    | Максим Вылегжанин | Россия    | 88   |
| 3.    | Дарио Колонья     | Швейцария | 82   |

### Женщины
| Место | Лыжница                | Страна    | Время     |
| ----- | ---------------------- | --------- | --------- |
| 1.    | Юстина Ковальчик       | Польша    | 2:25:21,6 |
| 2.    | Терезе Йохёуг          | Норвегия  | +27,9     |
| 3.    | Кристин Стёрмер Стейра | Норвегия  | +2:39,5   |
| 4.    | Криста Ляхтеэнмяки     | Финляндия | +3:04,7   |
| 5.    | Астрид Якобсен         | Норвегия  | +3:29,1   |

| Место | Лыжница                | Страна   | Очки |
| ----- | ---------------------- | -------- | ---- |
| 1.    | Юстина Ковальчик       | Польша   | 135  |
| 2.    | Киккан Рэндалл         | США      | 80   |
| 3.    | Кристин Стёрмер Стейра | Норвегия | 74   |